# 智力放大
智力放大（Intelligence amplification）也稱為認知增強（cognitive augmentation）或機器增強智能（machine augmented intelligence），是指使用信息技术来增强人类智力。该理论由1960年代的控制论和计算科学先驱发展而来。
有時智力放大的定義和人工智慧（artificial intelligence）恰好相反，後者是建立一個自動化，像是電腦或是機器人的系統，但具有類似人一様的智慧。人工智慧的發展有遇到不少理論上及實務上的問題，智力放大相對來說比較簡單，只是運用技術來輔助一個已經可以作用的智慧系統（人類），而且智力放大有長期成功的歷史，因為各種的資訊科技，包括算盤、書寫到網路新媒體，基本上都是為了擴展人類心智資訊處理的能力所開發的。